# Blutige Seide
Blutige Seide (Originaltitel: Sei donne per l’assassino) ist ein Kriminalfilm des Regisseurs Mario Bava aus dem Jahr 1964, der in italienisch-französisch-deutscher Koproduktion entstand.

## Handlung
Die adelige Cristina führt zusammen mit Max eine Modelagentur. Das Model Isabella wird ermordet. Die Polizei unter Inspektor Silvestri ermittelt erfolglos. Weder in der Agentur noch bei Isabellas Freund Frank ergeben sich Hinweise oder ein Motiv. Nicole, ein weiteres Model der Agentur, entdeckt Isabellas Tagebuch, das Aufzeichnungen über Drogen, Erpressung und Intrigen in der Agentur enthält. Nicole will das Tagebuch der Polizei übergeben, wird aber ebenfalls ermordet. Ihre Kollegin Peggy hat das Tagebuch vor dem Mord an sich genommen. Der Mörder dringt in Peggys Apartment ein und wartet auf sie. Da der Mord geschieht, während die bis dahin Verdächtigen sich in Polizeigewahrsam befinden, muss der Inspektor neu beginnen.
Max wird zuhause von Cristina begrüßt – er ist für die bisherigen Morde verantwortlich; Cristina deckt ihn und ermordet maskiert Tao-Li, wird jedoch gestört und stürzt bei ihrer Flucht ab. Der Störer war Max, der auf diese Weise die Mitwisserin aus dem Weg räumte. Beim Zusammenpacken der Habseligkeiten zu Hause erstarrt Max: Cristina lebt noch und rächt sich, zu Tode verwundet, an ihrem verräterischen Liebhaber. Während des Anrufs von Inspektor Silvestri stirbt auch sie.

## Hintergrund
Mario Bava legte mit dem Film den Grundstein zur Prägung des Giallo-Genres, des italienischen Horrorthrillers.

## Kritiken
Für den film-dienst war Blutige Seide eine „sorgfältig ausgestattete und in der weiblichen Hauptrolle gut gespielte Kriminalunterhaltung im Moritatenstil“.

## Synchronisation
Die deutsche Synchronfassung entstand durch die Interopa Film Gerd Weber, Berlin.
| Rolle               | Darsteller       | Synchronsprecher |
| ------------------- | ---------------- | ---------------- |
| Max                 | Cameron Mitchell | Klaus Miedel     |
| Cristina            | Eva Bartok       | Maria Landrock   |
| Inspektor Silvestri | Thomas Reiner    | Thomas Reiner    |
| Nicole              | Ariana Gorini    | Marianne Prenzel |
| Frank               | Dante DiPaolo    | Gerd Martienzen  |
| Marquis Morell      | Franco Ressel    | Lothar Blumhagen |
| Isabella            | Francesca Ungaro | Eva-Maria Werth  |
| Cesar Lasarre       | Luciano Pigozzi  | Arnold Marquis   |